# نبرد نینوا (۶۲۷ میلادی)
نبرد نینوا نبرد سرنوشت‌ساز در جنگ‌های ایران و روم شرقی (۶۰۲–۶۲۸) بود.
در اواسط سپتامبر ۶۲۷، هراکلیوس در یک کارزار زمستانی غافلگیرکننده و پرخطر به آسورستان ساسانی حمله کرد. خسرو پرویز، راهزاد را به عنوان فرمانده ارتشی برای مقابله با او منصوب کرد. متحدان گوک‌ترک هراکلیوس به سرعت فرار کردند، همچنین نیروهای کمکی راهزاد نیز به موقع نرسیدندو در نبرد متعاقب، راهزاد کشته شد و نیروهای باقی‌مانده ساسانی نیز عقب‌نشینی کردند.
پیروزی بیزانس بعداً منجر به جنگ داخلی در ایران شد و برای مدتی امپراتوری (شرقی) روم را به مرزهای باستانی خود در خاورمیانه بازگشت. جنگ داخلی ایران، شاهنشاهی ساسانی را به‌طور قابل توجهی تضعیف کرد، که سبب فتح ایران توسط مسلمانان شد.

## مقدمه
هنگامی که امپراتور موریس توسط فوکاس غاصب به قتل رسید، خسرو پرویز به بهانه انتقام مرگ حامی خود، اعلام جنگ کرد. در حالی که ایرانیان در طول مراحل اولیه جنگ موفق بودند و بیشتر شام، مصر و حتی بخشی از آناتولی را فتح کردند، اما ظهور هراکلیوس در نهایت منجر به شکست ایرانیان شد. کارزارهای هراکلیوس، کفه ترازو را به سمت رومیان بازگرداند و ایرانیان را وارد فاز دفاعی کرد. ایرانیان با اتحاد با آوارها، تلاش کردند قسطنطنیه را بگیرند، اما شکست خوردند.
در حالی که محاصره قسطنطنیه در جریان بود، هراکلیوس با آنچه منابع بیزانسی، خزرها تحت رهبری زئیبل می‌نامیدند، متحد شد، (امروزه آنان را با نامخاقانات ترک غربی گوک‌ترک‌ها به رهبری تونگ یابغو می‌شناسند) او گوک ترک‌ها را با هدایای شگفت‌انگیز و وعده ازدواج با دخترش پورفیروگنیتا اودوکسیا اپیفانیا فریفت. ترکان مستقر در قفقاز با فرستادن ۴۰٬۰۰۰ نفر از مردان خود برای حمله به قفقاز در سال ۶۲۶ به درخواست هراکلیوس پاسخ مثبت دادند و جنگ ایران و ترکان (۶۲۷–۶۲۹) را رقم زدند. عملیات مشترک بیزانس و گوک‌ترک بر محاصره تفلیس متمرکز بود.

## حمله به میان‌رودان
در اواسط سپتامبر ۶۲۷، هراکلیوس، زئیبل را برای ادامه محاصره تفلیس ترک کرد و به ایران حمله کرد، و این بار بین ۲۵٬۰۰۰ و ۵۰٬۰۰۰ سرباز و ۴۰٬۰۰۰ گوک‌ترک نیرو داشت. با این حال، گوک‌ترک‌ها به دلیل شرایط سخت زمستانی به سرعت او را ترک کردند. همچنین هراکلیوس توسط ارتش ۱۲٬۰۰۰ نفری راهزاد تعقیب می‌شد، اما موفق شد از دست راهزاد فرار کند و وارد میان‌رودان (عراق امروزی) شود. هراکلیوس غذا و علوفه را از حومه شهر تهیه کرد، بنابراین راهزاد که بدنبال هراکلیوس بود و چون پیشتر مناطق پیش رویش غارت شده بودند، نمی‌توانست به راحتی برای سربازان و حیوانات خود آذوقه پیدا کند.

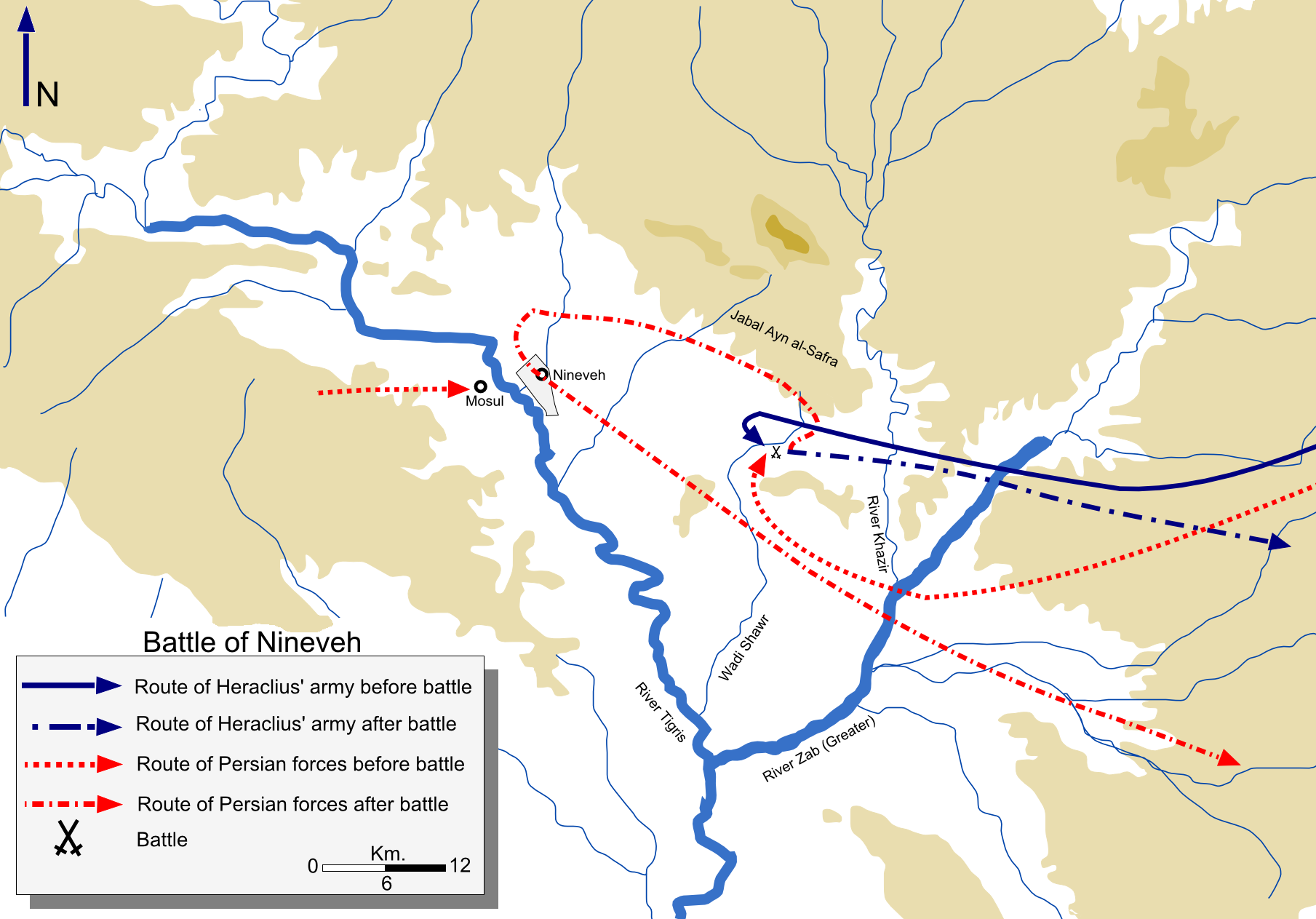
مانورها قبل و بعد از نبرد نینوا

در ۱ دسامبر، هراکلیوس از رودخانه زاب بزرگ عبور کرد و در نزدیکی ویرانه‌های پایتخت امپراتوری آشوری یعنی نینوا در آسورستان اردو زد. برخلاف انتظار راهزاد که تصور می‌کرد هراکلیوس قصد دارد پیشروی به سمت جنوب پیشروی کند اما این حرکتی از جنوب به شمال بود. این را می‌توان راهی برای جلوگیری از گرفتار شدن توسط ارتش ایران در صورت شکست دانست. راهزاد از موقعیت دیگری به نینوا نزدیک شد. خبر رسیدن ۳٬۰۰۰ نیروی کمکی ایران به هراکلیوس رسید و او را مجبور به مقابله کرد. و با عبور از دجله، تظاهر عقب‌نشینی کرد.

## میدان نبرد
هراکلیوس دشتی را در غرب زاب بزرگ در فاصله‌ای از ویرانه‌های نینوا پیدا کرده بود. این به بیزانسی‌ها اجازه داد تا از نقاط قوت خود در نبرد با نیزه و نبردهای تن به تن استفاده کنند. علاوه بر این، وجود مه در این نبرد، مزیت ایرانیان را در منجنیق‌ها کاهش داد و به بیزانسی‌ها اجازه داد بدون تلفات زیاد ناشی از حمله منجنیق‌ها پیشروی کنند. والتر کایگی معتقد است که این نبرد در نزدیکی رودخانه کاراملایس رخ داده است.

## نبرد
در ۱۲ دسامبر، راهزاد نیروهای خود را در سه دسته تقسیم و حمله کرد. هراکلیوس تظاهر به عقب‌نشینی کرد تا ایرانیان را قبل از برگرداندن نیروهایش به دشت‌ها بکشاند، که این کار باعث تعجب ایرانیان شد. پس از هشت ساعت جنگ، ایرانیان ناگهان به تپه‌های نزدیک عقب‌نشینی کردند. ۶٬۰۰۰ ایرانی کشته شدند.
نیکه‌فوروس در تاریخ مختصر خود می‌گوید که راهزاد، هراکلیوس را به مبارزه تن به تن دعوت کرد. هراکلیوس پذیرفت و راهزاد را با یک ضربه کشت. دو رقیب دیگر نیز جنگیدند و شکست خوردند. روایت مورخ بیزانسی دیگری، بنام تئوفانس، نیز این را تأیید می‌کند. با این حال، در مورد اینکه آیا این واقعاً رخ داده است یا خیر، تردید وجود دارد. در هر صورت، راهزاد در این نبرد درگذشت.
۳٬۰۰۰ نیروی کمکی ایران برای نبرد خیلی دیر رسیدند.

## پیامد

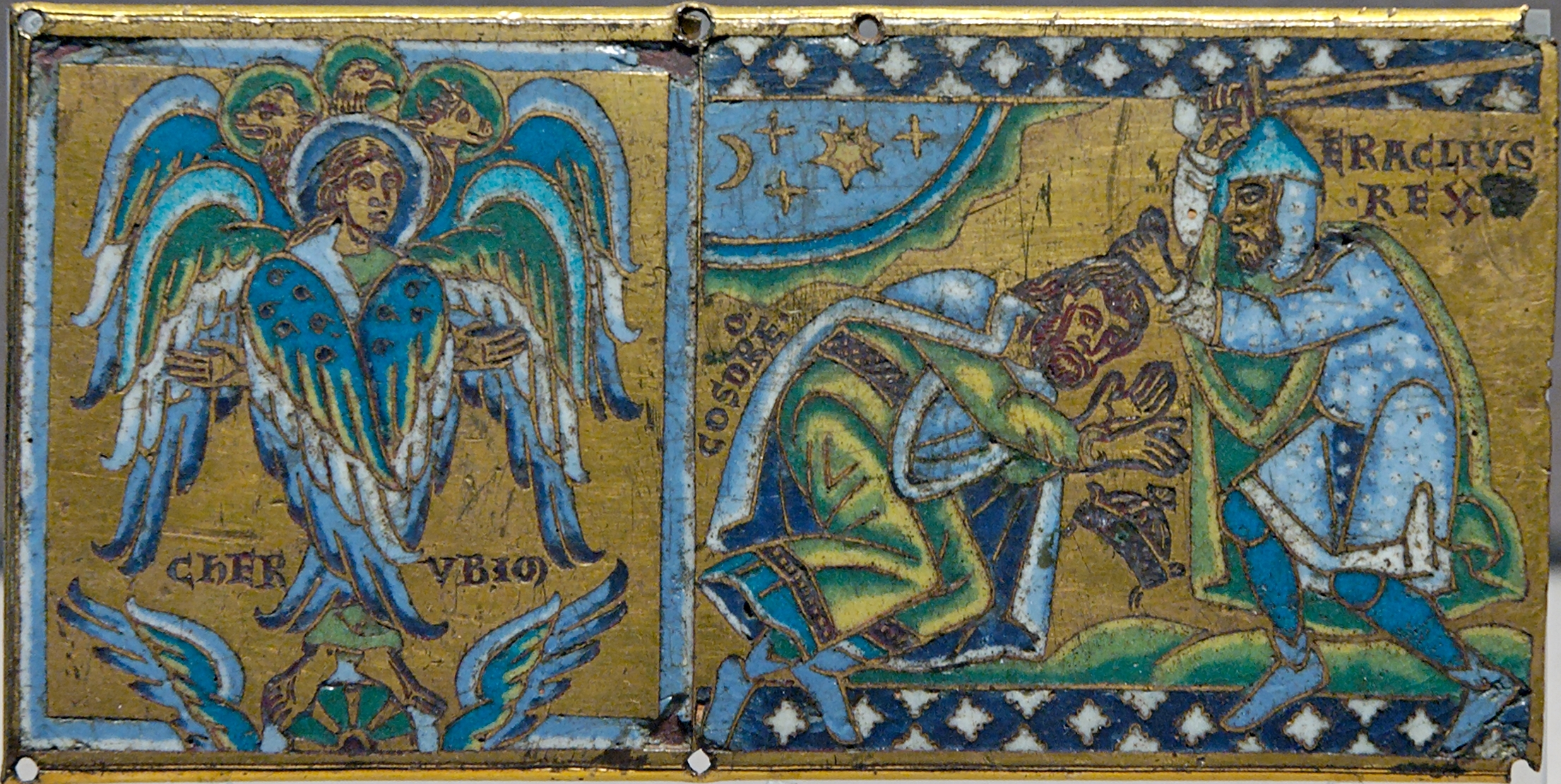
یک کروب و هراکلیوس که تسلیم خسرو پرویز را دریافت می‌کند. پلاک از یک صلیب (شامپلوه مینا روی مس طلاکاری شده، ۱۱۶۰–۱۱۷۰، پاریس، لوور)

پیروزی در نینوا کامل نبود زیرا بیزانسی‌ها نتوانستند اردوگاه ایران را تصرف کنند. با این حال، این پیروزی در جلوگیری از مقاومت بیشتر ایران مؤثر بود.
با نبود ارتش ایران برای مقابله با او، ارتش پیروز هراکلیوس، دستگرد، کاخ خسرو را غارت کرد و ثروت عظیمی به دست آورد در حالی که ۳۰۰ نشان بیزانسی/رومی اسیر شده را که در طول سال‌ها جنگ جمع‌آوری شده بود، را نیز پس گرفت. خسرو قبلاً به کوه‌های شوش گریخته بود تا برای دفاع از تیسفون نیرو جمع کند. هراکلیوس نتوانست به خود تیسفون حمله کند زیرا کانال نهروان به دلیل فروریختن یک پل مسدود شده بود.
در همین زمان ارتش ایران نیز شورش کرد و خسرو پرویز را سرنگون کرد و پسرش قباد دوم، معروف به شیرویه را به جای او بر تخت نشاند. خسرو پس از پنج روز تحمل گرسنگی در سیاه‌چال جان باخت—او در روز پنجم به آرامی با تیر کشته شد. قباد بلافاصله پیشنهاد صلح را به هراکلیوس فرستاد. هراکلیوس شرایط سختی را تحمیل نکرد، زیرا می‌دانست که امپراتوری خودش نیز نزدیک به فرسودگی است. تحت پیمان صلح، بیزانسی‌ها تمام سرزمین‌های از دست رفته خود، سربازان اسیر شده خود، غرامت جنگ، صلیب راستین و سایر آثار مقدسی که در اورشلیم در سال ۶۱۴ از دست رفته بود را پس گرفتند. این نبرد آخرین درگیری از جنگ‌های ایران و روم بود.